# Poésie de guerre
La poésie de guerre est de la poésie écrite durant un conflit ou l'ayant pour thème principal. Le terme, qui s'applique particulièrement aux poètes de la Première Guerre mondiale, a été utilisé pour la première fois en 1848 en référence à Georg Herwegh qui travailla durant la Révolution de Mars,.